# Diospyros attenuata
Diospyros attenuata är en tvåhjärtbladig växtart som beskrevs av George Henry Kendrick Thwaites. Diospyros attenuata ingår i släktet Diospyros och familjen Ebenaceae. Inga underarter finns listade i Catalogue of Life.